# IOzone
IOzoneは、ファイルシステムのベンチマークユーティリティである。William Norcottが開発し、Don Cappsたちによって機能拡張が行われた。 
ソースコードはiozone.orgから入手できる。内部では、mmap()ファイルI/Oを行っており、POSIX Threadsを使用している。 
2007年、Infoworld Bossie Awards for Best file I/O toolを受賞した。 
IOzoneのWindowsバージョンはCygwinを用いることで実行できる。ビルドが可能なプラットフォームは、AIX、BSDI、HP-UX、IRIX、FreeBSD、Linux、OpenBSD、NetBSD、OSFV3、OSFV4、OSFV5、SCO OpenServer、Solaris、macOS、Windows（95 / 98 / Me / NT / 2K / XPなど）である。 
Phoronix Test Suiteのテストプロファイルとしても利用できる。 